# زابلی‌آباد
زابلی‌آباد ، روستایی از توابع بخش مرکزی شهرستان گنبد کاووس در استان گلستان ایران است.

## جمعیت
این روستا در دهستان فجر قرار دارد و براساس سرشماری مرکز آمار ایران در سال ۱۳۸۵، جمعیت آن ۳٬۹۴۲ نفر (۸۹۴خانوار) بوده‌است.